# Fedímia
Fedímia ou Fedima (em grego:  Φαιδύμη) foi uma nobre persa, que segundo historiador grego Heródoto, teria desempenhado um papel importante numa conspiração contra Gaumata.
Fedímia era filha de Otanes, um nobre muito influente da corte. Heródoto nos conta que o rei persa Cambises II se casou com Fedímia. Otanes pode ter sido irmão de Cassandana, que era mãe de Cambises. Se isso estiver certo, Fedímia além de esposa era prima de Cambises.
Cambises morreu na primavera de 522 a.C., sendo sucedido por Gaumata, um mago que se fingia ser Esmérdis, filho de Ciro. Segundo Heródoto, Otanes foi o primeiro a suspeitar que o novo rei não era Esmérdis, filho de Ciro, mas sim um impostor. Fedímia, assim como todas as outras esposas de Cambises II, se tornaram esposa do falso Esmérdis. Apesar dos riscos, Fedímia não hesitou em ajudar seu pai a descobrir a verdade. Ela pôde constatar que o novo rei era o mago Gaumata e não o verdadeiro Esmérdis. Assim que soube da notícia, Otanes começou a organizar uma conspiração conspiração que resultou na morte de Gaumata e na ascensão de Dario I ao trono persa em setembro de 522 a.C. Heródoto conta que Fedímia, se casou com Dario e Otanes, por sua vez, se casou com uma irmã anônima de seu novo genro.